# Kelsey-Lee Barber
Kelsey-Lee Barber (East London, 20 de setembro de 1991) é uma atleta australiana, bicampeã mundial e medalhista olímpica do lançamento de dardo.
Ela ganhou o ouro no Campeonato Mundial de Atletismo de 2019 em Doha, e seu recorde pessoal de 67,70 m está em 13º lugar na lista geral. Barber ganhou o bronze na final dos Jogos Olímpicos de Verão de 2020 em Tóquio, arremessando 64,56 m. Em Eugene 2022, conquistou o bicampeonato mundial com a marca de 66,91m.